# Aloeides punctata
Aloeides punctata är en fjärilsart som beskrevs av Aurivillius 1924. Aloeides punctata ingår i släktet Aloeides och familjen juvelvingar. Inga underarter finns listade i Catalogue of Life.